# 龙明彪
龙明彪（贛語大通片陽新話：/nəŋ33 min33 iø21/，1962年5月—），男，湖南华容人，中华人民共和国政治人物。現任海協會常務副會長。

## 生平
1982年6月加入中国共产党，1983年7月参加工作，大学本科学历。1983年7月至1987年12月，任交通部人民警察学校教师、教研室副主任。其间，1985年7月至1986年7月，任中央讲师团赴四川南充支队党支部书记。
1987年12月至1992年1月，任监察部第四监察司干部。1992年1月至1993年1月，任监察部法规司副处级监察员。1993年1月至1996年2月，任中央纪委、监察部法规室副处长。1996年2月至1997年11月，任中央纪委、监察部法规室处长。其间，1996年3月至1997年2月，在福建省厦门市思明区挂职任区委副书记。
1997年11月至1998年3月，在中央台办、国台办机关党委办公室工作。1998年3月至2000年6月，任中央台办、国台办机关党委办公室主任。2000年6月至2000年8月，任中央台办、国台办人事局人事处处长、机关纪委副书记。2000年8月至2003年9月，任中央台办、国台办人事局副局长兼人事处处长、机关纪委书记。2003年9月至2005年2月，任中央台办、国台办机关纪委书记（正局级）兼人事局副局长。2005年2月至2009年4月，任中央台办、国台办秘书局（人事局）局长。其间，2006年2月至2007年1月，参加中央党校中青班第22期学习。
2009年4月至2009年6月，任中央台办、国台办主任助理、人事局局长。2009年6月至2015年3月，任中央台办、国台办主任助理。2015年3月起，任中央台办、国台办副主任。2018年4月起，任海峡两岸关系协会常务副会长。